# 砣矶岛
砣矶岛位于中华人民共和国华东地区山东半岛以北的渤海海峡中部海域，是庙岛群岛（长山列岛）中部岛群中的一座岛屿。砣矶岛原属山东省长岛县管辖，2020年长岛县与蓬莱市合并成立了烟台市蓬莱区，现砣矶岛属于烟台市蓬莱区砣矶镇管辖。

## 地理
砣矶岛位于庙岛群岛中部岛群的北部，呈“L”形，南北长约4.75千米，东西宽约3.9千米。面积7.0796平方千米，海岸线长约20.94千米。最高点位于岛北部的双顶山，海拔198.9米。